# 明珠路街道
明珠路街道是中华人民共和国陕西省榆林市榆阳区下辖的一个街道办事处。

## 行政区划
明珠路街道下辖以下村级行政区划单位：
明珠路社区、东环路社区、长兴路社区、建业路社区、裕华路社区、三辰社区。